# Nikolai Sergejewitsch Leonow

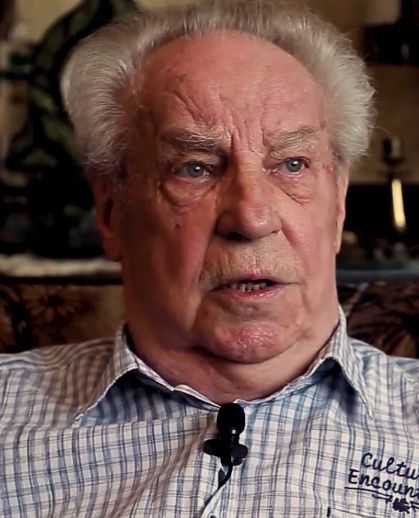
Nikolai Sergejewitsch Leonow, 2020

Nikolai Sergejewitsch Leonow (russisch Никола́й Серге́евич Лео́нов; * 22. August 1928 in Almasowo, Oblast Rjasan; † 27. April 2022 in Moskau) war ein sowjetischer Agent. Er war Leiter der Analyse- und Informationsabteilung des KGB, dann stellvertretender Leiter der Ersten Hauptverwaltung des KGB. Er war Professor des Lehrstuhls Diplomatie am Staatlichen Institut für Internationale Beziehungen und Abgeordneter der Duma.

## Leben
Leonow wurde in der Familie des Bauern Sergei Michailowitsch Leonow (1903–?) und seiner Frau Natalja Wladimirowna, geborene Trifonowa (1906–?) geboren. 1938 zog er mit Mutter und Stiefvater nach Elektrostal. Dort beendete er 1949 die Mittelschule mit einer Goldmedaille. Anschließend studierte er am Moskauer Institut für internationale Beziehungen.
Nach Beendigung des Studiums bekam er aber wegen eines Konflikts mit dem Außenminister Andrei Wyschinski (Eine Kommilitonin beschuldigte fünf Studenten des Versuchs einer Vergewaltigung, weil sie verweigert hatten, ihr eine Empfehlung zum Eintritt in die Partei zu geben und Leonow als Komsomol-Organisator der Gruppe, der den wahren Hintergrund des Geschehens kannte, schrieb darüber an den Minister) keine Stelle im Außenministerium, sondern in einem Verlag für fremdsprachige Literatur. Im Mai 1953 wurde er zu einem Studienaufenthalt nach Mexiko geschickt. Dorthin fuhr er auf dem Handelsschiff „Andrea Gritti“ ab Genua. Auf dem Schiff lernte er Raúl Castro kennen. In Mexiko besuchte er Kurse an der Nationalen Universität von Mexiko an der Fakultät für Philologie und Philosophie und arbeitete in der sowjetischen Botschaft.
Im Sommer 1956 lernte Leonow Che Guevara kennen. Kurze Zeit später wurden jedoch einige kubanische Revolutionäre, unter ihnen  Che Guevara, festgenommen, und bei der Durchsuchung von Guevaras Wohnung fanden sie eine Visitenkarte von Leonow. Deshalb musste Leonow in die UdSSR zurückkehren und arbeitete wieder im Verlag. 1958 begann er eine nebenberufliche Aspirantur über Lateinamerika im Institut für Geschichte der Akademie der Wissenschaften der UdSSR. Im September des gleichen Jahres wechselte er allerdings an die Akademie für Auslandsaufklärung, um Agent zu werden. 1959 fuhr er mit einer Delegation, die vom stellvertretenden Ministerpräsidenten der UdSSR Anastas Mikojan geleitet wurde, nach Mexiko. 1960 fuhr er, ebenfalls mit Mikojan, nach Kuba, wo sie sich mit Fidel Castro trafen.
Seit 1960 war Leonow als Agent in Mexiko tätig (Offiziell war er 3. Sekretär der sowjetischen Botschaft). 1963 begleitete er Fidel Castro bei seinem Besuch in der UdSSR und war auch sein Dolmetscher. In der Folge war er aktiv an vielen Ereignissen im Zusammenhang mit dem Kampf gegen den Einfluss der USA in den Ländern Lateinamerikas beteiligt. Als Fidel Castro und Nikita Chruschtschow 1963 in Moskau versuchten, ihre Meinungsverschiedenheiten im Zusammenhang mit der Kubakrise beizulegen, war Leonow erneut als Dolmetscher dabei.
Ab 1971 war er Stellvertreter, zwei Jahre später Leiter der Abteilung für Information und Auswertung des Auslandsnachrichtendienstes. Vom 26. September 1983 bis Januar 1991 war er stellvertretender Leiter der Ersten Hauptverwaltung des KGB. 1975 wurde ihm der Rang eines Generalmajors verliehen.
Vom 30. Januar bis 27. August 1991 war Leonow Leiter des Diensts für operative Analyse und Information des KGB der UdSSR und Mitglied des Kollegiums des KGB. Am 17. August 1991 wurde ihm der Dienstgrad eines Generalleutnants verliehen.
Beim versuchten Augustputsch gegen Gorbatschow war Leonow am 17. und 18. August 1991 im Auftrag einer der Putschisten (Vorsitzender des KGB Wladimir Krjutschkow) an der Formulierung des Appells der Putschistengruppe Staatskomitee für den Ausnahmezustand an das sowjetische Volk beteiligt.
Mit dem Zerfall der Sowjetunion 1991 ging Leonow in den Ruhestand. Er gründete zusammen mit ehemaligen Kollegen aus dem KGB die Firma Russischer nationaler Dienst für Finanzsicherheit (russisch Российская национальная служба экономической безопасности). Ab 1994 unterrichtete er Zeitgeschichte im Institut für Internationale Beziehungen. Seit 1996 arbeitete er auch für die Zeitschrift Russki Dom und trat auch im Fernsehen auf. Er war 2003–2007 Abgeordneter  der Duma für die Fraktion Rodina als Mitglied der Partei Narodny sojus. Er war Autor der Internetzeitung Stoletie.
Leonow starb am 27. April 2022 in Moskau. Er ist auf dem Friedhof Trojekurowo bestattet.

## Ansichten
Leonow sagte: „Nachdenkend über das Schicksal unseres Landes gehe ich davon aus, dass der Menschheitstraum der Gleichheit bereits vor vielen tausend Jahren entstand. Weder die Bolschewiki, noch Marx ‚erfanden‘ den Sozialismus. Die Wurzeln des Menschheitstraums von Gleichheit und Brüderlichkeit liegen im Altertum, noch vor dem Christentum.“ Weiterhin bemerkte er: „Ich bleibe Anhänger des sozialistischen Aufbaus, welchem ich ein Leben lang aufrichtig diente. Das, was nicht Produkt der menschlichen Arbeit ist – der Boden, das Wasser, die Bodenschätze, die Wälder usw. können kein Privateigentum sein. Sie können nicht der Gesellschaft geraubt und in Privateigentum großer Gesellschaften überführt werden.“
Im Jahr 2005 unterschrieb er den antisemitischen Brief der 5000.

## Privates
Leonow war verheiratet mit Jewgenija Nikolajewna Kondyrewa (* 1946) und hat zwei Töchter. Er war orthodoxer Christ.

## Auszeichnungen (Auswahl)
- Orden der Oktoberrevolution
- Orden des Roten Banners der Arbeit (zweimal)
- Orden des Roten Sterns
- kubanischer Ernesto-Che-Guevara-Orden (2003)
- kubanischer Playa-Girón-Orden[5]
- Der Name Leonows ist auf der Ehrentafel im Geschichtssaal des Auslandsgeheimdienstes aufgeführt

## Schriften (Auswahl)
- Der Kampf der Kirche mit dem Staat in Mexiko (1965).
- Einige Probleme der Politikgeschichte Zentralamerikas im 20. Jahrhundert.
- Grundriss der Neueren und neuesten Geschichte der Länder Mittelaerikas, Moskau, Verlag Mysl, 1975.
- Die letzten Aktionen des KGB, edition berolina, Berlin, 2017, ISBN 978-3-95841-081-7.
- Fidel Castro – Politische Biografie, 1999.
- Der Kreuzweg Russlands 1991–2000.
- Russland 2000–2008. Niedergang oder Aufbruch, Moskau, 2008.
- Der kalte Krieg gegen Russland, Verlag Eksmo, Moskau, 2010.
- Raúl Castro, Verlag Molodaja gwardija, Moskau, 2015.